# Fondation du Sport
Pour l’article homonyme, voir Fondation du sport français.
 (novembre 2012).
La Fondation du Sport est une fondation française créée en décembre 2003 à la suite des États généraux du sport, dans l'idée de rapprocher les entreprises du sport en développant le recours au mécénat.
La mission de la Fondation du Sport repose sur la conviction que l'univers sportif est un formidable levier de développement, d'intégration et de progrès social. La Fondation du Sport met cette fonction sociale du sport au service de projets et programmes dans les domaines de la santé, de l'emploi des jeunes, de la cohésion sociale ou encore de l'environnement[réf. nécessaire].

## Actions menées

### Programmes
Sport Emploi a été mis en place au Stade toulousain notamment ; ce programme a pour objectif de favoriser l'accès à l'emploi des jeunes éloignés du marché du travail en mobilisant les compétences et les réseaux des clubs de sport de haut niveau : 5 à 8 jeunes en difficultés d'insertion sont sélectionnés par la mission locale sur leur attrait pour le sport, leur projet professionnel et leur motivation. Ils vont alterner pendant 3 mois stage en entreprise et périodes de formation au sein du club, avec l'emploi comme objectif commun.
« Bien Manger, C'est Bien Joué » est un programme mené en partenariat avec le milieu sportif fédéral (FFHB, Fédération française d'athlétisme, LFB, FFJDA…) qui a pour objectifs de sensibiliser les jeunes à l'importance d'une activité physique régulière couplée à de bonnes pratiques alimentaires. Cela se concrétise par un stand d'information et d'animation présent sur des évènements sportifs grand public (Marathon de Paris, Tour de France…), par la réalisation de programmes courts diffusés sur TF1 et par un espace éducateurs dédié sur le site internet.
Le Vivendi Trophy des Jeunes poursuit un double objectif :
- promouvoir et démocratiser la discipline du golf, trop souvent perçu comme un sport élitiste ;
- se servir de ses valeurs éducatives et sociales auprès de jeunes a priori très éloignés de cette pratique.

À terme, l'objectif est l'organisation d'un tournoi de golf en 2018 en accompagnement de la Ryder Cup.
Lancé en 2006 par la Fondation du Sport, Génération Supporters lutte contre la violence et les incivilités dans le sport et notamment le football. L'angle choisi est l'éducation des jeunes et leur responsabilisation afin qu'ils mènent leur propre projet de supportérisme dans le respect des valeurs du sport.
Ainsi, lors de la coupe du monde de football de 2006 en Allemagne, de jeunes supporters de Toulouse, de Lille, de Lens et de Sochaux ont été les ambassadeurs du fair-play et du respect. Une action du même type a été organisée en 2007 à l'occasion de la Coupe du Monde 2007 de Rugby en France.[réf. nécessaire].